# 쿠뱅

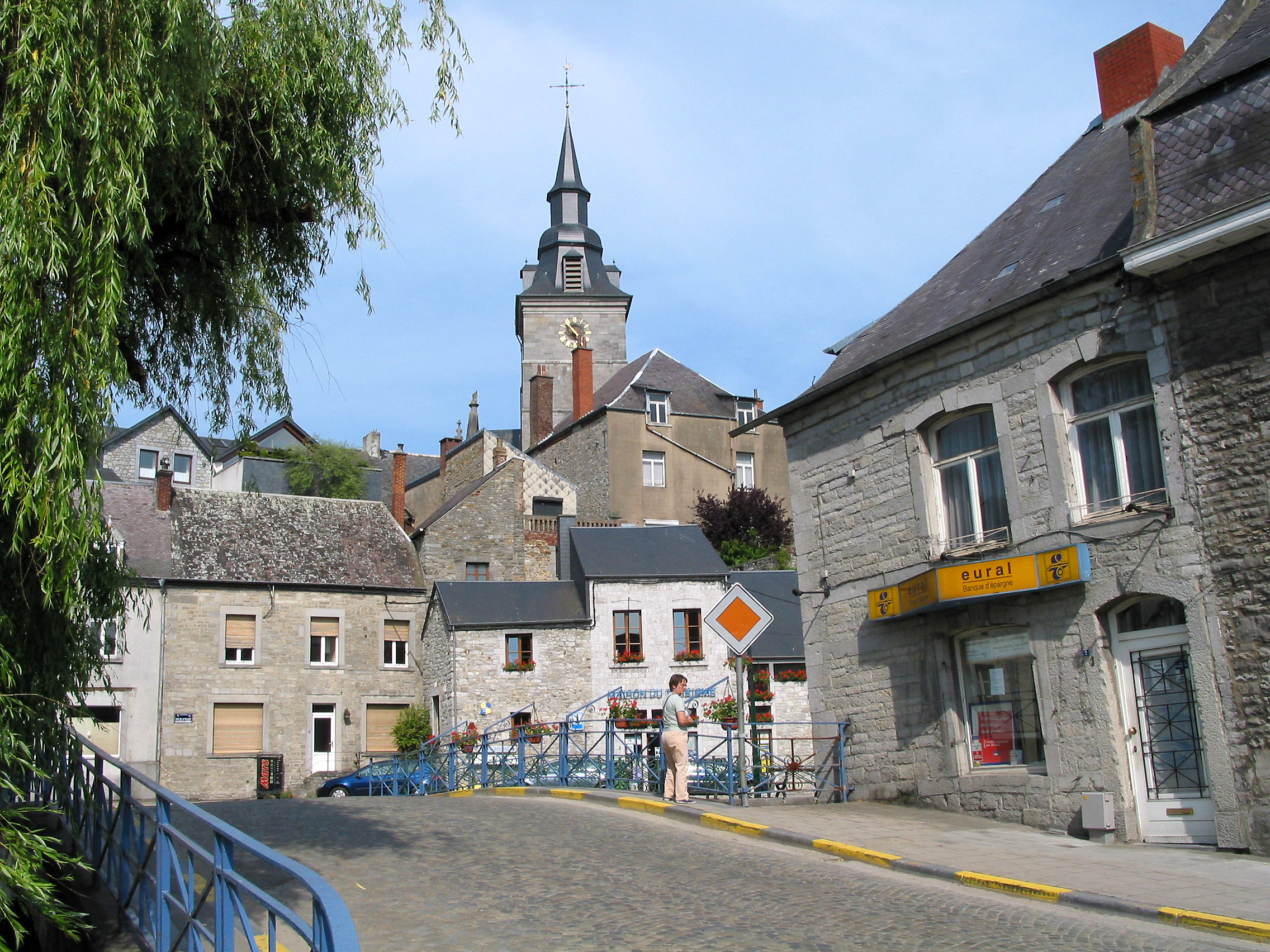
쿠뱅

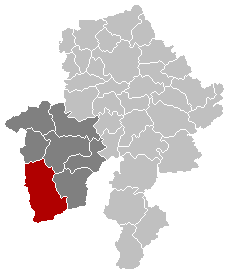
쿠뱅의 위치

쿠뱅(프랑스어: Couvin)은 벨기에 왈롱 나뮈르주에 위치한 도시로 면적은 206.93km2, 인구는 13,897명(2013년 1월 1일 기준), 인구 밀도는 67명/km2이다.

시 문장